# Lijst van rijksmonumenten in Maastricht/Keizer Karelplein
Een overzicht van de 9 rijksmonumenten in de stad Maastricht gelegen aan of bij het Keizer Karelplein.
| Object | Oorspronkelijke functie? | Bouwjaar       | Architect      | Locatie                       | Coördinaten?                  | Nr.?   | Afbeelding                                      |
| --- | ------------------------ | -------------- | -------------- | ----------------------------- | ----------------------------- | ------ | ----------------------------------------------- |
| Eenvoudig huis met lijstgevel aan een binnenplein. | Gebouw                   | 19e eeuw       |                | Keizer Karelplein 3           | 50° 50' 58" NB, 5° 41' 12" OL | 27165  | Meer afbeeldingen                               |
| Eenvoudig huis met lijstgevel aan een binnenplein. | Gebouw                   | 19e eeuw       |                | Keizer Karelplein 4           | 50° 50' 58" NB, 5° 41' 13" OL | 27166  | Meer afbeeldingen                               |
| Laag gebouwtje, met mansardedak en in de lijstgevel segmentboogvensters in hardsteen. | Gebouw                   | 18e eeuw       |                | Keizer Karelplein 5A          | 50° 50' 57" NB, 5° 41' 13" OL | 27167  | Meer afbeeldingen                               |
| Sint-Servaasbasiliek | Kerk en kerkonderdeel    | Vanaf 11e eeuw |                | Keizer Karelplein 6           | 50° 50' 57" NB, 5° 41' 12" OL | 27168  | Meer afbeeldingen                               |
| Huis bestaande uit een hoofdgebouw en twee zijvleugels om een hof, door een ijzeren hek met stenen hoekposten van de straat gescheiden. Op het achterterrein resten van de 13e-eeuwse stadsmuur als erfscheiding. | Gebouw                   | 18e eeuw       |                | Keizer Karelplein 8           | 50° 50' 57" NB, 5° 41' 10" OL | 27169  | Meer afbeeldingen                               |
| Hoekhuis met lijstgevels. | Gebouw                   |                |                | Keizer Karelplein 9           | 50° 50' 58" NB, 5° 41' 10" OL | 27170  | Meer afbeeldingen                               |
| Dubbel herenhuis in eclectische stijl. | Woonhuis                 | 1898           | Joseph Hollman | Keizer Karelplein 16          | 50° 50' 60" NB, 5° 41' 12" OL | 506712 | Meer afbeeldingen                               |
| Voormalige Poort van Leuth. Drie vleugels om een binnenplaats. | Gebouw                   | 1626           |                | Keizer Karelplein 19          | 50° 51' 0" NB, 5° 41' 12" OL  | 27171  | Meer afbeeldingen                               |
| Om de Julianaboom een ijzeren hek, art nouveau. | Straatmeubilair          | 1909           |                | Julianaboom Keizer Karelplein | 50° 50' 59" NB, 5° 41' 13" OL | 28028  | Om de Julianaboom een ijzeren hek, art nouveau. |